# Thorbjørn Holst Rasmussen
Thorbjørn Holst Rasmussen (født 21. marts 1987 i Silkeborg) er en dansk tidligere fodboldspiller, der spillede for Silkeborg IF.

## Karriere

### Silkeborg IF
Thorbjørn Holst Rasmussen fik sin debut i Superligaen den 18. april 2007, da han spillede alle 90 minutter i en 1-1-kamp imod Vejle Boldklub.
I april 2016 blev det offentliggjort, at Rasmussen med øjeblikkelig virkning stoppede fodboldkarrieren.